# Berta Sureda i Berna
Berta Sureda i Berna (Barcelona, 1959 - Palma, 23 de juny de 2024) va ser una historiadora de l'art i gestora cultural catalana, reconeguda per la seva contribució significativa a diverses institucions culturals i la seva influència en la política cultural als Països Catalans i a Espanya.
Sureda va néixer a Barcelona, en una família d'origen mallorquí. Es va graduar en Història de l'Art per la Universitat de Barcelona el 1983. La seva carrera va començar el 1988 com a coordinadora d'exposicions a l’Institut de Promoció Urbanística. Va col·laborar amb l'Olimpíada Cultural (1989-1992) i va estar implicada en les activitats del Festival de Tardor i el Festival de les Arts de Barcelona. El 1992, es va unir al Centre de Cultura Contemporània de Barcelona (CCCB), primer com a coordinadora de la Unitat d'Exposicions i després com a directora del Departament de Serveis Culturals.
A la Generalitat de Catalunya, Sureda va dirigir l’Entitat Autònoma de Difusió Cultural, on va establir programes de suport per a creadors i entitats, va crear noves línies de subvencions per a projectes artístics i va impulsar la xarxa de centres de creació a Catalunya.
Més endavant, Sureda va ser nomenada directora d'Activitats Públiques del Museu Nacional Centre d'Art Reina Sofia a Madrid. Durant set anys, va coordinar nombroses activitats públiques i projectes culturals, adquirint experiència en la gestió de museus i exposicions d'art contemporani, fins que el 2015, va ser nomenada comissionada de Cultura de l'Ajuntament de Barcelona per Barcelona en Comú. En aquest càrrec, va intentar implementar un canvi radical en el model cultural de la ciutat, defensant els drets culturals per a tots els ciutadans i treballant per consolidar els equipaments culturals existents.
Des del 2017, treballava a Palma com a coordinadora del Pla de Cultura de les Illes Balears. També va col·laborar amb el museu Es Baluard. A més, era membre del Consell Assessor de l'Obra Cultural Balear, on va participar en la junta directiva i en la comissió de cultura. Va redactar el manifest «La Cultura imprescindible» promogut des de l'Obra Cultural Balear i una proposta de Llei de Drets Culturals per a les Illes Balears que, segons el periodista Tomeu Martí, «convendria recuperar».
Sureda va morir el 23 de juny de 2024 a Palma, als seixanta-cinc anys, a causa d'un càncer fulminant. La seva mort va coincidir amb la del seu pare, Josep Lluís Sureda Carrión, catedràtic d'economia i una figura influent en certs àmbits, que va morir el mateix mes als cent anys.